# Chasu
Il Ch'asu (in coreano:  차수, in Hanja: 次帥) è un alto grado militare in Corea del Nord, tradizionalmente tradotto come Vice-maresciallo. Il grado è immediatamente superiore al grado inferiore di Daejang e inferiore a quello di Wonsu (maresciallo). Il grado è raramente conferito ai militari professionisti, e appare per essere più una posizione combinata politico-militare. 
L'insegna di Ch'asu è sovrapposta allo stemma nazionale nordcoreano e alla stelle delle insegne nelle spalline. In passato, l'insegna per questo grado raffigurava lo Stemma della Corea del Nord fino a che non fu rilasciata l'attuale insegna nel 1985.
il grado è tradizionalmente traslitterato come Ch'asu, per mostrare differenza con la parola coreana per indicare un ricamo, usualmente traslitterato come Chasu (자수).

## Vice-marescialli della Repubblica Popolare Democratica di Corea
- Choi Yong-kun (1900-1976) (7 febbraio 1953)

## Vice-marescialli dell'Armata del popolo coreano
- O Jin-u (1917-1995) (14 aprile 1985): promosso a Maresciallo dell'Armata del popolo coreano il 20 aprile 1992
- Ju To-il (1922-1994) (20 aprile 1992)
- Ri Ul-sol (1921-2015) (20 aprile 1992): promosso a Maresciallo dell'Armata del popolo coreano l'8 ottobre 1995
- Choe Kwang (1918-1997) (20 aprile 1992): promosso a Maresciallo dell'Armata del popolo coreano l'8 ottobre 1995
- Choe In-dok (1920-2003) (20 aprile 1992)
- Paek Hak-rim (1918-2006) (20 aprile 1992)
- Ri Tu-ik (1921-2002) (20 aprile 1992)
- Kim Pong-ryul (1917-1995) (20 aprile 1992)
- Kim Kwang-jin (1927-1997) (20 aprile 1992)
- Kim Ik-hyon (1916-2009) (15 aprile 1994)
- Jo Myong-rok (1928-2010) (8 ottobre 1995)
- Ri Ha-il  (1935) (8 ottobre 1995)
- Kim Yong-chun (1936-2018) (8 ottobre 1995): promosso a Maresciallo dell'Armata del popolo coreano il 14 aprile 2016
- Kim Il-chol (1933) (13 aprile 1997)
- Jon Jae-son (1940) (13 aprile 1997)
- Pak Ki-so (1929-2010) (13 aprile 1997)
- Ri Jong-san (1922-2011) (13 aprile 1997)
- Kim Ryong-yon (1916-2008) (7 settembre 1998)
- Ri Yong-mu (1925) (7 settembre 1998)
- Jang Song-u (1933-2009) (13 aprile 2002)
- Ri Yong-ho (1942) (27 settembre 2010)
- Kim Jong-gak (1941) (15 febbraio 2012)
- Choe Ryong-hae (1950) (7 aprile 2012)
- Hyon Chol-hae (1934) (7 aprile 2012): promosso a Maresciallo dell'Armata del popolo coreano il 14 aprile 2016
- Hyon Yong-chol (1949-2015) (16 luglio 2012): degradato a Generale d'armata nell'ottobre 2012
- Hwang Pyong-so (1949) (26 aprile 2014)
- Ri Myong-su (1934) (14 aprile 2016)
- Pak Jong-chon (23 maggio 2020): promosso a Maresciallo dell'Armata del popolo coreano il 5 ottobre 2020